# Ангаро-Байкальский бассейновый округ

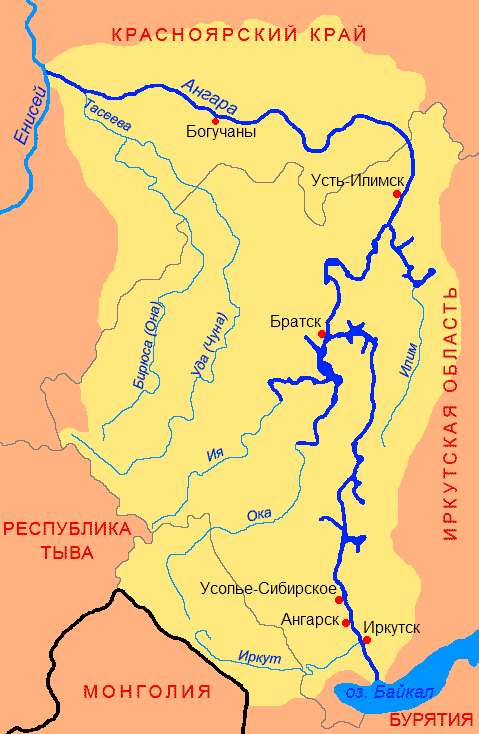
Бассейн реки Ангара

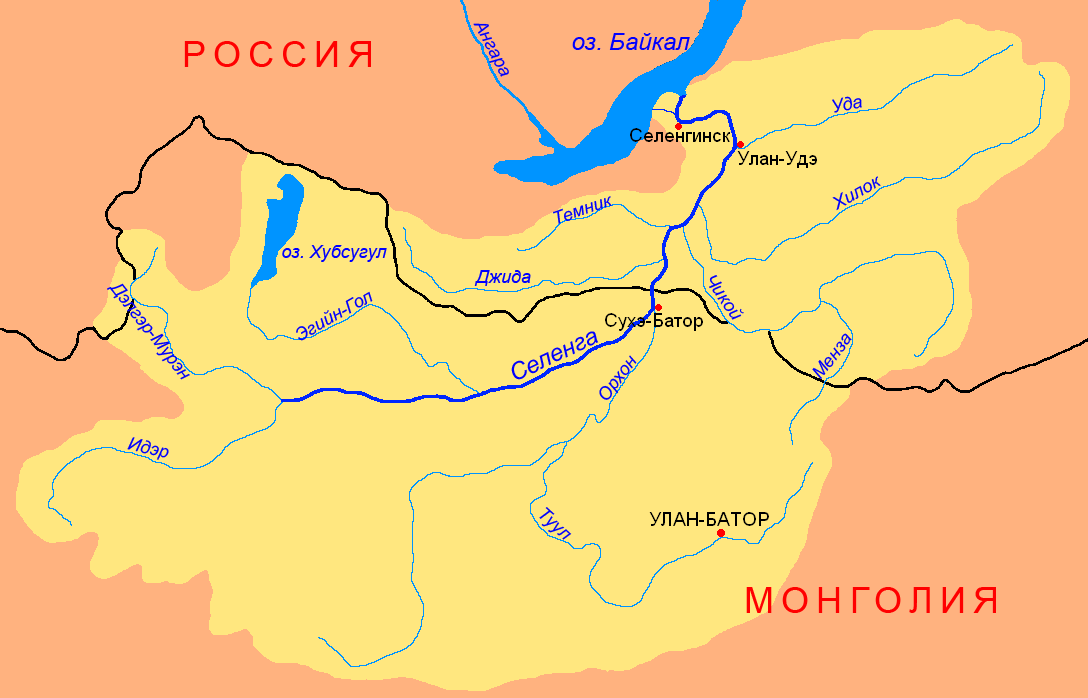
Бассейн реки Селенга

Ангаро-Байкальский бассейновый округ — один из 20 бассейновых округов России (согласно ст.28 Водного Кодекса).
Появился в 2006 году с целью выделения особой области использования и охраны водных объектов рек бассейна Ангары и связанных с ним подземных водных объектов.
Подразделы Ангаро-Байкальского бассейнового округа выделяются цифровым кодом 16.
Подразделяется на:
- 16.01 — Ангара
  - 16.01.01 — Ангара до створа гидроузла Братского водохранилища[1]
    - 16.01.01.001 — Иркутское в-ще (включая оз. Байкал и р. Ангара от истока до Иркутского г/у)
    - 16.01.01.002 — Иркут
    - 16.01.01.003 — Китой
    - 16.01.01.004 — Ангара от Иркутского г/у до впадения р. Белая без рр. Иркут, Китой
    - 16.01.01.005 — Белая
    - 16.01.01.006 — Ока
    - 16.01.01.007 — Ия
    - 16.01.01.008 — Ангара от впадения р. Белая до Братского г/у без рр. Белая, Ока, Ия

- - 16.01.02 — Тасеева[2]

- -     - 16.01.02.001 — Чуна (Уда)
    - 16.01.02.002 — Бирюса
    - 16.01.02.003 — Тасеева

- - 16.01.03 — Ангара от створа гидроузла Братского водохранилища до Енисея[3]

- -     - 16.01.03.001 — Ангара от Братского г/у до Усть-Илимского г/у
    - 16.01.03.002 — Ангара от Усть-Илимского г/у до Богучанского г/у
    - 16.01.03.003 — Ангара от Богучанского г/у до устья без р. Тасеева

- 16.02 — Бассейны малых и средних притоков южной части оз. Байкал
  - 16.02.00 — Бассейны рек Южной части оз. Байкал[4]

- - 16.02.00.001 — Бассейны рек южной части оз. Байкал в междуречье рек Селенга и Ангара

- 16.03 — Селенга (российская часть бассейнов)
  - 16.03.00 — Селенга (российская часть бассейна)[5]

- -     - 16.03.00.001 — Джида
    - 16.03.00.002 — Чикой
    - 16.03.00.003 — Хилок
    - 16.03.00.004 — Уда
    - 16.03.00.005 — Селенга от границы РФ с Монголией до г. Улан-Удэ без рр. Джида, Чикой, Хилок, Уда
    - 16.03.00.006 — Селенга от г. Улан-Удэ до устья

- 16.04 — Бассейны малых и ср. притоков ср. и сев. части оз. Байкал

- - 16.04.00 — Бассейны рек средней и северной части оз. Байкал[6]

- -     - 16.04.00.001 — Бассейны рек средней и северной части оз. Байкал от восточной границы бассейна р. Ангара до северо-западной границы бассейна р. Баргузин
    - 16.04.00.002 — Бассейны рек средней части оз. Байкал от северо-западной границы бассейна р. Баргузин до северной границы бассейна р. Селенга